# Luchthaven Zyrjanka
Luchthaven Zyrjanka (Russisch: Аэропорт Зырянка; Aeroport Zyrjanka) is een kleine luchthaven op de oever van de Kolyma-rivier, net ten noorden van de plaats Zyrjanka in het noordoosten van de Russische autonome republiek Jakoetië. Niet te verwarren met Zyryanka-West, 8 kilometer ten westen van de stad.

## Luchtvaartmaatschappijen die vliegen op Zyrjanka
- Polar Airlines